# Elezioni parlamentari in Jugoslavia del 1974
Le elezioni parlamentari in Jugoslavia del 1974 si tennero tra il 16 marzo ed il 10 maggio attraverso un complesso sistema elettorale che sceglieva i delegati alle assemblee locali, repubblicane e federali.

## Contesto
Si trattò delle prime elezioni sotto la Costituzione del 1974, adottata il 31 gennaio 1974. Essa stabiliva la creazione di un Parlamento 
bicamerale composto da una Camera Federale di 220 membri e da una Camera delle Repubbliche e delle Province di 88 membri.

## Sistema elettorale
I membri della Camera Federale rappresentavano tre gruppi: le organizzazioni autogestite, le comunità e le organizzazioni sociopolitiche. Furono eletti 30 membri per ciascuna delle sei repubbliche e 20 per le due province autonome del Kosovo e della Vojvodina.
Nel tardo marzo, gli elettori elessero i rappresentanti delle organizzazioni operaie di base. Questi, a turno, elessero le Assemblee Comunali all'inizio di aprile. Le Assemblee Comunali, in seguito, elessero i membri della Camera Federale tra il 22 e il 29 aprile.
I membri della Camera delle Repubbliche furono eletti dalle Assemblee delle sei repubbliche e delle province. Ciascuna repubblica eleggeva 12 membri; il Kosovo e la Vojvodina 8. I membri furono tutti eletti prima del 10 maggio.

### Assemblee comunali, aprile
Le assemblee comunali furono elette dai delegati locali, eletti a loro volta a inizio aprile dalle organizzazioni autogestite, dalle comunità e dalle organizzazioni sociopolitiche. In seguito, ciascuna assemblea elesse un Presidente dell'Assemblea, corrispondente ad un sindaco. In totale, vi furono 501 assemblee comunali tricamerali nel Paese. Ecco i risultati in alcune delle città più popolose:
| Città     | Presidente dell'Assemblea | Presidente dell'Assemblea | Partito                          |
| --------- | ------------------------- | ------------------------- | -------------------------------- |
| Belgrado  |                           | Živorad Kovačević         | Lega dei Comunisti di Jugoslavia |
| Lubiana   |                           | Tone Kovič                | Lega dei Comunisti di Jugoslavia |
| Niš       |                           | Vladimir Petrović         | Lega dei Comunisti di Jugoslavia |
| Novi Sad  |                           | Jovan Dejanović           | Lega dei Comunisti di Jugoslavia |
| Podgorica |                           | Miro Popović              | Lega dei Comunisti di Jugoslavia |
| Fiume     |                           | Nikola Pavletić           | Lega dei Comunisti di Jugoslavia |
| Sarajevo  |                           | Dane Maljković            | Lega dei Comunisti di Jugoslavia |
| Skopje    |                           | Metodi Antonov            | Lega dei Comunisti di Jugoslavia |
| Spalato   |                           | Vjekoslav Vidjak          | Lega dei Comunisti di Jugoslavia |
| Subotica  |                           | József Dékány             | Lega dei Comunisti di Jugoslavia |
| Zagabria  |                           | Ivo Vrhovec               | Lega dei Comunisti di Jugoslavia |

### Convocazione delle assemblee repubblicane e provinciali
Ad aprile e maggio le sessioni inaugurali di tutte e tre le camere delle assemblee delle Repubbliche e delle province furono convocate per la prima volta ed elessero i loro presidenti.
| Repubblica                                    | Presidente dell' Assemblea | Presidente dell' Assemblea | Partito                          |
| --------------------------------------------- | -------------------------- | -------------------------- | -------------------------------- |
| Repubblica Socialista di Bosnia ed Erzegovina |                            | Hamdija Pozderac           | Lega dei Comunisti di Jugoslavia |
| Repubblica Socialista di Croazia              |                            | Ivo Perišin                | Lega dei Comunisti di Jugoslavia |
| Repubblica Socialista di Macedonia            |                            | Blagoja Taleski            | Lega dei Comunisti di Jugoslavia |
| Repubblica Socialista di Montenegro           |                            | Budislav Šoškić            | Lega dei Comunisti di Jugoslavia |
| Repubblica Socialista di Serbia               |                            | Živan Vasiljević           | Lega dei Comunisti di Jugoslavia |
| Repubblica Socialista di Slovenia             |                            | Marijan Brecelj            | Lega dei Comunisti di Jugoslavia |
| Provincia Socialista Autonoma di Vojvodina    |                            | Sreten Kovačević           | Lega dei Comunisti di Jugoslavia |

### Presidenze delle Repubbliche e Consigli Esecutivi, aprile
| Repubblica                                    | Presidente della Presidenza | Presidente della Presidenza | In carica dal | Partito                          | Presidente del Consiglio Esecutivo | Presidente del Consiglio Esecutivo | In carica dal | Partito                          |
| --------------------------------------------- | --------------------------- | --------------------------- | ------------- | -------------------------------- | ---------------------------------- | ---------------------------------- | ------------- | -------------------------------- |
| Repubblica Socialista di Bosnia ed Erzegovina |                             | Ratomir Dugonjić            | maggio 1974   | Lega dei Comunisti di Jugoslavia |                                    | Milanko Renovica                   | aprile 1974   | Lega dei Comunisti di Jugoslavia |
| Repubblica Socialista di Croazia              |                             | Jakov Blažević              | 8 maggio 1974 | Lega dei Comunisti di Jugoslavia |                                    | Jakov Sirotković                   | 8 maggio 1974 | Lega dei Comunisti di Jugoslavia |
| Repubblica Socialista di Macedonia            |                             | Vidoe Smilevski             | 6 maggio 1974 | Lega dei Comunisti di Jugoslavia |                                    | Blagoj Popov                       | aprile 1974   | Lega dei Comunisti di Jugoslavia |
| Repubblica Socialista di Montenegro           |                             | Veljko Milatović            | 5 aprile 1974 | Lega dei Comunisti di Jugoslavia |                                    | Marko Orlandić                     | 6 maggio 1974 | Lega dei Comunisti di Jugoslavia |
| Repubblica Socialista di Serbia               |                             | Dragoslav Marković          | 6 maggio 1974 | Lega dei Comunisti di Jugoslavia |                                    | Dušan Čkrebić                      | 6 maggio 1974 | Lega dei Comunisti di Jugoslavia |
| Repubblica Socialista di Slovenia             |                             | Sergej Kraigher             | maggio 1974   | Lega dei Comunisti di Jugoslavia |                                    | Andrej Marinc                      | maggio 1974   | Lega dei Comunisti di Jugoslavia |

### Consiglio delle Repubbliche e delle Province eletto il 10 maggio
Il 10 maggio le assemblee delle Repubbliche e delle Province elessero membri da ciascuno dei loro tre consigli costituenti (Consiglio del Lavoro Associato, Consiglio Sociopolitico, Consiglio delle Municipalità) in modo tale da ricoprire un doppio mandato nella Repubblica o Provincia di provenienza e nel Consiglio Federale delle Repubbliche e delle Province. Ciascuna repubblica eleggeva 12 membri, le due province 8 membri.
| Repubblica o provincia                        | Membri del Consiglio del Lavoro Associato | Membri del Consiglio delle Municipalità | Membri del Consiglio Sociopolitico | Totale |
| --------------------------------------------- | ----------------------------------------- | --------------------------------------- | ---------------------------------- | ------ |
| Repubblica Socialista di Bosnia ed Erzegovina | 0                                         | 3                                       | 8                                  | 11     |
| Repubblica Socialista di Croazia              | 1                                         | 2                                       | 9                                  | 12     |
| Provincia Socialista Autonoma del Kosovo      | 3                                         | 2                                       | 3                                  | 8      |
| Repubblica Socialista di Macedonia            | 0                                         | 3                                       | 9                                  | 12     |
| Repubblica Socialista di Montenegro           | 0                                         | 4                                       | 8                                  | 12     |
| Repubblica Socialista di Serbia               | 3                                         | 1                                       | 8                                  | 12     |
| Repubblica Socialista di Slovenia             | 3                                         | 2                                       | 7                                  | 12     |
| Provincia Socialista Autonoma di Vojvodina    | 0                                         | 1                                       | 7                                  | 8      |
| Totale                                        | 10                                        | 18                                      | 59                                 | 87     |

### Convocazione dell'Assemblea, 15 maggio
Il 15 maggio entrambe le camere dell'Assemblea si riunirono in seduta comune per la prima volta ed elessero i loro Presidenti.
| Carica                                                      | Ufficiale | Ufficiale         | In carica dal  | Partito                          | Rappresentante                                |
| ----------------------------------------------------------- | --------- | ----------------- | -------------- | -------------------------------- | --------------------------------------------- |
| Presidente dell'Assemblea                                   |           | Kiro Gligorov     | 15 maggio 1974 | Lega dei Comunisti di Jugoslavia | Repubblica Socialista di Macedonia            |
| Vicepresidente dell'Assemblea                               |           | Marijan Cvetković | 15 May 1974    | Lega dei Comunisti di Jugoslavia | Repubblica Socialista di Croazia              |
| Vicepresidente dell'Assemblea                               |           | Peko Dapčević     | 15 maggio 1974 | Lega dei Comunisti di Jugoslavia | Repubblica Socialista di Montenegro           |
| Vicepresidente dell'Assemblea                               |           | Sinan Hasani      | 15 maggio 1974 | Lega dei Comunisti di Jugoslavia | Provincia Socialista Autonoma del Kosovo      |
| Vicepresidente dell'Assemblea                               |           | Rudi Kolak        | 15 maggio 1974 | Lega dei Comunisti di Jugoslavia | Repubblica Socialista di Bosnia ed Erzegovina |
| Vicepresidente dell'Assemblea                               |           | Branko Pešić      | 15 maggio 1974 | Lega dei Comunisti di Jugoslavia | Repubblica Socialista di Serbia               |
| Presidente del Consiglio Federale                           |           | Danilo Kekić      | 15 maggio 1974 | Lega dei Comunisti di Jugoslavia | Provincia Socialista Autonoma di Vojvodina    |
| Presidente del Consiglio delle Repubbliche e delle Province |           | Zoran Polič       | 15 maggio 1974 | Lega dei Comunisti di Jugoslavia | Repubblica Socialista di Slovenia             |

### Presidente e Presidenza, 16 maggio
Il 16 maggio, le due camere dell'Assemblea in seduta comune rielessero Josip Broz Tito, Segretario Generale della Lega dei Comunisti di Jugoslavia, Presidente della Repubblica. La Costituzione del 1974 aveva stabilito che il suo diritto alla presidenza a vita era a discrezione dell'Assemblea.
| Carica                      | Ufficiale | Ufficiale       | In carica dal                    | Partito                          |
| --------------------------- | --------- | --------------- | -------------------------------- | -------------------------------- |
| Presidente della Repubblica |           | Josip Broz Tito | 16 maggio 1974 (14 gennaio 1953) | Lega dei Comunisti di Jugoslavia |

L'Assemblea confermò anche i membri della Presidenza collettiva selezionati individualmente dalle Repubbliche e dalle Assemblee Provinciali il 16 maggio.
| Vicepresidente |  | Petar Stambolić    | 16 maggio 1974 | Lega dei Comunisti di Jugoslavia | Repubblica Socialista di Serbia               | Membro |  | Lazar Koliševski | 16 maggio 1974 | Lega dei Comunisti di Jugoslavia | Repubblica Socialista di Macedonia |
| Membro         |  | Vidoje Žarković    | 16 maggio 1974 | Lega dei Comunisti di Jugoslavia | Repubblica Socialista di Montenegro           |        |  |                  |                |                                  |                                    |
| Membro         |  | Stevan Doronjski   | 16 maggio 1974 | Lega dei Comunisti di Jugoslavia | Provincia Socialista Autonoma di Vojvodina    |        |  |                  |                |                                  |                                    |
| Membro         |  | Fadil Hoxha        | 16 maggio 1974 | Lega dei Comunisti di Jugoslavia | Provincia Socialista Autonoma del Kosovo      |        |  |                  |                |                                  |                                    |
| Membro         |  | Cvijetin Mijatović | 16 maggio 1974 | Lega dei Comunisti di Jugoslavia | Repubblica Socialista di Bosnia ed Erzegovina |        |  |                  |                |                                  |                                    |
| Membro         |  | Edvard Kardelj     | 16 maggio 1974 | Lega dei Comunisti di Jugoslavia | Repubblica Socialista di Slovenia             |        |  |                  |                |                                  |                                    |
| Membro         |  | Vladimir Bakarić   | 16 maggio 1974 | Lega dei Comunisti di Jugoslavia | Repubblica Socialista di Croazia              |        |  |                  |                |                                  |                                    |

### Elezione del Consiglio Federale Esecutivo, 17 maggio
Il 17 maggio fu eletto un nuovo Consiglio Federale Esecutivo con Džemal Bijedić come Presidente.